# Ralph Wiggum
Ralph Wiggum är en fiktiv rollfigur i den animerade serien Simpsons. Rösten görs av Nancy Cartwright. Ralph är son till Clancy och Sarah och går i samma klass som Lisa Simpson. Matt Groening anser att Ralph ofta har de roligaste replikerna, och anser att hans framgång har kommit genom sina citat.

## Biografi
Ralph Wiggum har en förmåga att jämt och ständigt säga de mest korkade saker. Hans sämsta ämne i skolan är engelska, och han har sagt att han inte kan läsa. Han har vid ett tillfälle varit tillsammans med Lisa, men detta var ett misstag, eftersom Lisa bara skickade ett Alla hjärtans dag-kort till honom eftersom han inte hade fått något. Han har sagt att han har en katt som heter "Mittens". Inför Presidentvalet i USA 2008 var han Springfields officiella kandidat till president och representerade då både det demokratiska och republikanska partiet. Han hade en egen kampanjsajt, wiggumforprez08.com I vissa episoder verkar Ralph ha ett lågt IQ. Det har ofta varit underförstått, och det har aldrig uttryckligen sagts i Simpsons att Ralph har en intellektuell funktionsnedsättning eller har en hjärnskada. I en flashback har det visat sig att Clancy tappade Ralph i golvet när han var en baby, vilket resulterade att han fick svårt att dricka ur sin nappflaska.
Efter att han en gång såg Bart Simpson naken har Ralph sagt att han gillar män. I framtiden kommer han vara medlem i bandet "Captain Bart and the Tequila Mockingbirds" tillsammans med Bart. Som ung har han medverkat i pojkbandet "Party Posse". Han kommer att klara grundskolan och börja på Springfield High School. När han når slutet av första årskursen klarar han av att själv klä på sig kläderna. Ralph har även jobbat som kåsör på Chicago Tribune och visar ibland en mängd nya kreativa talanger. 
Den mest framträdande av dessa talanger som när han spelade George Washington i en skolpjäs, även om han inte följde manuset så fick han publiken att gråta. Han kan också steppdansa, måla, spela piano och sjunga. I skolorkestern spelar han triangel eller flöjt.
Ralph har många påhittade vänner, en är pyroman och en annan är leprechaun, och en är valpen Wiggle. Han har en talang att hamna i märkliga situationer och har limmat ihop sin axel med sitt öra,. Han är rädd för tandläkare och mörker. Ralph's första framträdande är i avsnittet Moaning Lisa, där han var mycket olika sitt nuvarande utseende och beteende. Den ursprungliga Ralph medverkar också i Sweet Seymour Skinner's Baadasssss Song och Bart's Comet samt i Simpsons Comics #59, vilket innebär att den designen anses numera vara en separat karaktär.
Ralph nuvarande design dök upp i Homer vs. Lisa and the 8th Commandment, och han hade från början en annan röst. Ursprungligen var han tänkt att vara som en barnslig Homer.. Han blev son till Clancy Wiggum först i I Love Lisa, även om efternamnet Wiggum användes i Kamp Krusty. Förnamnet kommer från karaktären Ralph Kramden. Då Nancy Cartwright gör rösten höjer hon på ögonbrynen.
Ralph är normalt klädd i blå långärmad tröja med krage, ett grått bälte med ett rött spänne och bruna byxor. Ibland har han istället vita eller ljusgrå färgade byxor. Ralphs hår ritas på ett sätt som ska likna en pottklippt frisyr. Han har i en seriebok haft blont hår. I framtiden kommer han ha tjockare och brunt hår. Bandet Bloodhound Gang gjorde en gång en låt som heter "Ralph Wiggum" och vars sångtext enbart består enbart endast av hans repliker.

### Engelska citat
- "Me fail English? That's unpossible."
- "My cat's breath smells like cat food."
- "Your eyes need diapers." (Till Marge, när han ser henne gråta)
- "Fun toys are fun!"
- "Hi Super Nintendo Chalmers!"
- "My daddy shoots people."
- "My daddy is a cop."
- "I'm special"
- "When I grow up I want to be a principal or a caterpillar."
- "You're scary."
- "I'm a unitard!" (med en glasstrut fasttryckt i pannan)
- "I'm Idaho." (Sagt på en fest där barnen ska vara stater och han har klistrat ett papper på sin mage där det står "Idaho")